# لين لومير
إليانور لينيت لومير (من مواليد 6 يوليو 1951)، والمعروفة أيضًا باسم لين لومير، هي رياضية أمريكية سابقة وراكبة دراجات. في عام 1979، كانت أول امرأة تكمل سباق هاواي للرجل الحديدي الترياتلون، لتصبح أول "رجل حديدي" في العالم - وبشكل افتراضي باعتبارها المرأة الوحيدة في السباق - فهي أول فائزة ببطولة الرجل الحديدي. كما تحمل الرقم القياسي للسيدات في الولايات المتحدة في سباق الدراجات الهوائية لمسافة 25 ميلاً (40 كم).

## وصلات خارجية
- لين لومير على موقع IAT Triathlon Database (الإنجليزية)